# Vyhlídka Maahisenkierros
Vyhlídka Maahisenkierros, finsky Näköalapaikka Maahisenkierros, je dřevěná vyhlídka/vyhlídková plošina či nezastřešená rozhledna výšky 1 m. Nachází se nad východním břehem jezera Nuuksion Pitkäjärvi v Nuuksio, což je část městské čtvrti Vanha-Espoo v Espoo v provincii Uusimaa v jižním Finsku.

## Další informace
Vyhlídka Maahisenkierros je celoročně volně přístupná a nachází se přibližně v polovině délky žluté okružní turistické trasy Maahisenkierros. Z vyhlídkové platformy ohraničené zábradlím je skvělý výhled na jezero Pitkäjärvi a okolní skály a lesy Národního parku Nuuksio. V letní sezóně je vyhlídka přístupná i pro hendikepované osoby a v zimní sezóně není udržovaná a bývá zasněžená. Stezka začíná a končí v Solvalla.

## Galerie

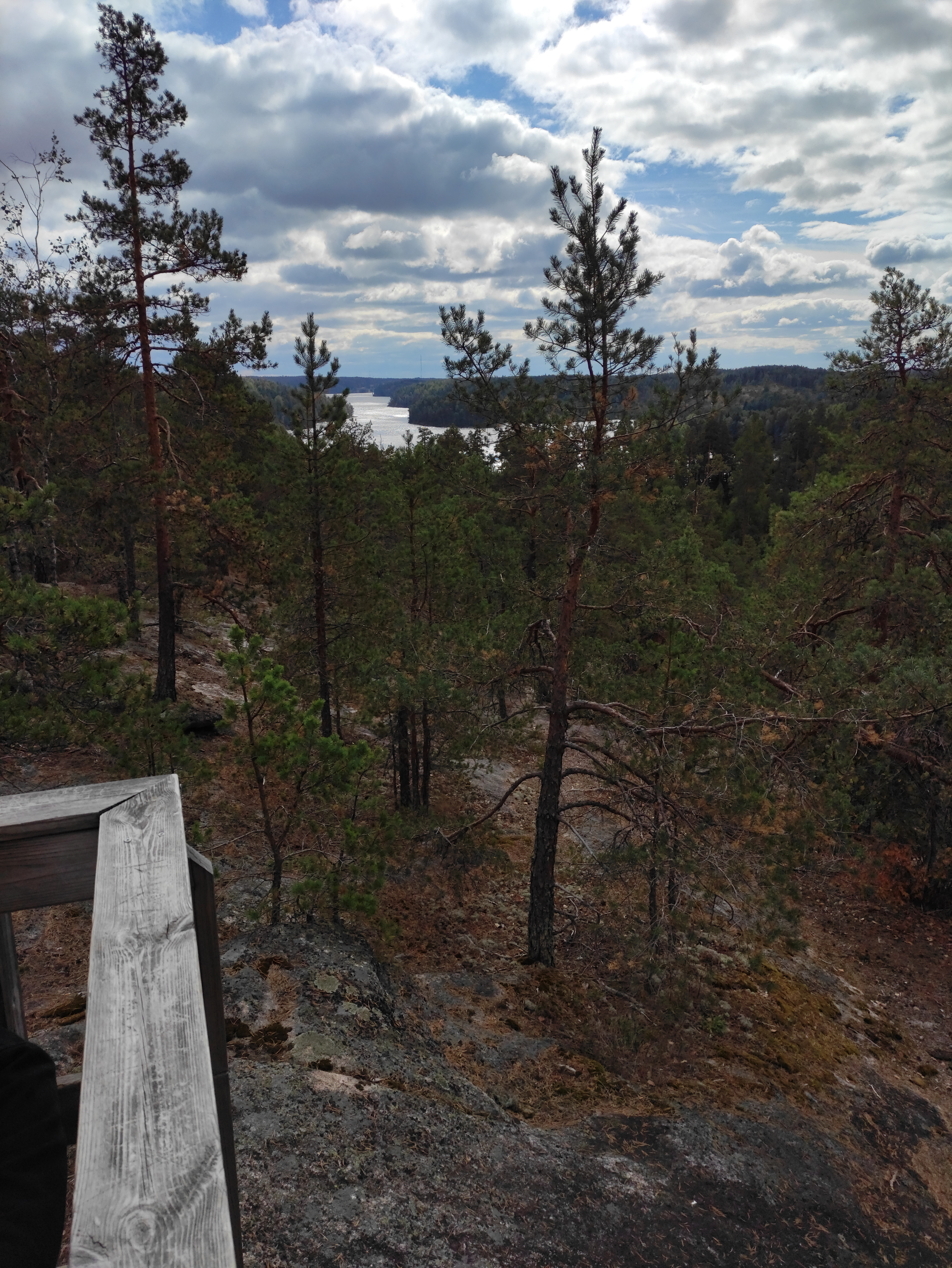
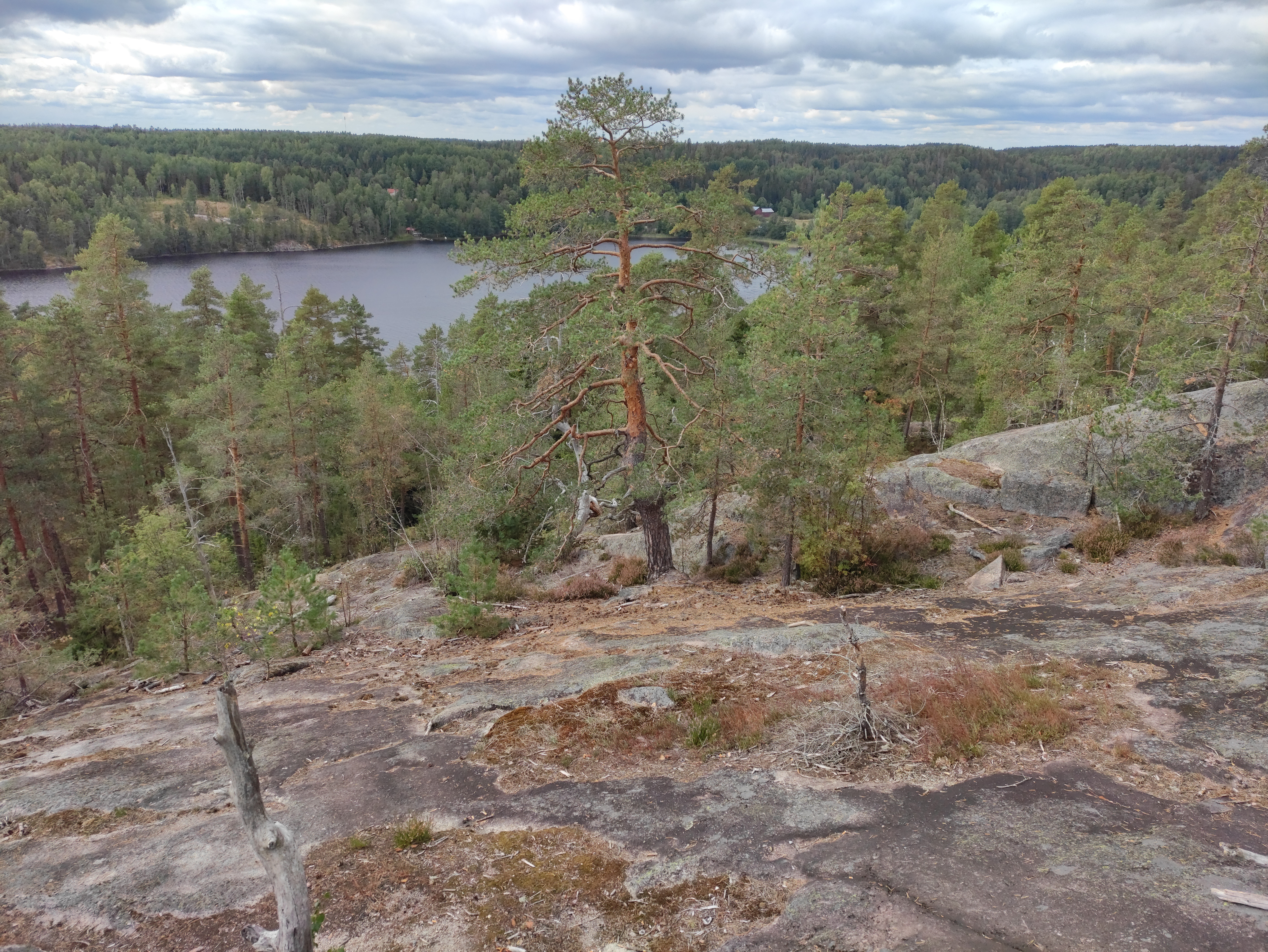